# Krzysztof
Krzysztof [ˈkʂɨʂtɔf] ist ein männlicher Vorname und die polnische Variante von Christoph.

## Entwicklung
Erstmals im 14. Jahrhundert verwendet, war der Name vor allem innerhalb des polnischen Adels populär. Er entwickelte sich aus früheren polnischen Varianten wie Krystko, Krzyst oder Krzysztopór. Vor allem in der zweiten Hälfte des 20. Jahrhunderts etablierte er sich in Polen als einer der beliebtesten Vornamen. Die entsprechenden und in der polnischen Sprache beliebten Diminutive sind Krzyś, Krzysiek, Krzysiu, Krzysiaczek sowie Krzychu.

## Namensträger
- Krzysztof Arciszewski (1592–1656), polnischer Adeliger, Militärführer und Ingenieur
- Krzysztof Kamil Baczyński (1921–1944), polnischer Dichter
- Krzysztof Charamsa (* 1972), polnischer Geistlicher und Theologe
- Krzysztof Gonciarz (* 1985), polnischer Videoblogger
- Krzysztof Hetman (* 1974), polnischer Politiker
- Krzysztof Janik (* 1950), polnischer Politiker und Politologe
- Krzysztof Jędrysek (* 1950), polnischer Schauspieler
- Krzysztof Jeżowski (* 1975), polnischer Radrennfahrer
- Krzysztof Jurgiel (* 1953), polnischer Politiker
- Krzysztof Kieślowski (1941–1996), polnischer Filmregisseur und Drehbuchautor
- Krzysztof Komeda (1931–1969), polnischer Mediziner, Jazzmusiker und Komponist
- Krzysztof Kotowski (* 1966), polnischer Schriftsteller, Journalist und Drehbuchautor
- Krzysztof Krauze (1953–2014), polnischer Filmregisseur und Drehbuchautor
- Krzysztof Lijewski (* 1983), polnischer Handballspieler
- Krzysztof Meyer (* 1943), polnischer Komponist, Pianist und Musiktheoretiker
- Krzysztof Miętus (* 1991), polnischer Skispringer
- Krzysztof Nowak (1975–2005), polnischer Fußballspieler
- Krzysztof Oliwa (* 1973), polnischer Eishockeyspieler
- Krzysztof Penderecki (1933–2020), polnischer Komponist
- Krzysztof Piątek (* 1995), polnischer Fußballspieler
- Krzysztof Piesiewicz (* 1945), polnischer Drehbuchautor
- Krzysztof Ratajczyk (* 1973), polnischer Fußballspieler
- Krzysztof Szczerski (* 1973), polnischer Politologe und Politiker
- Krzysztof Wojciechowski (* 1956), polnischer Schriftsteller
- Krzysztof Wróbel (* 1981), polnischer Snookerspieler
- Krzysztof Zanussi (* 1939), polnischer Filmregisseur und Produzent